# Pfarrkirche St. Nikolaus (Wahlen)

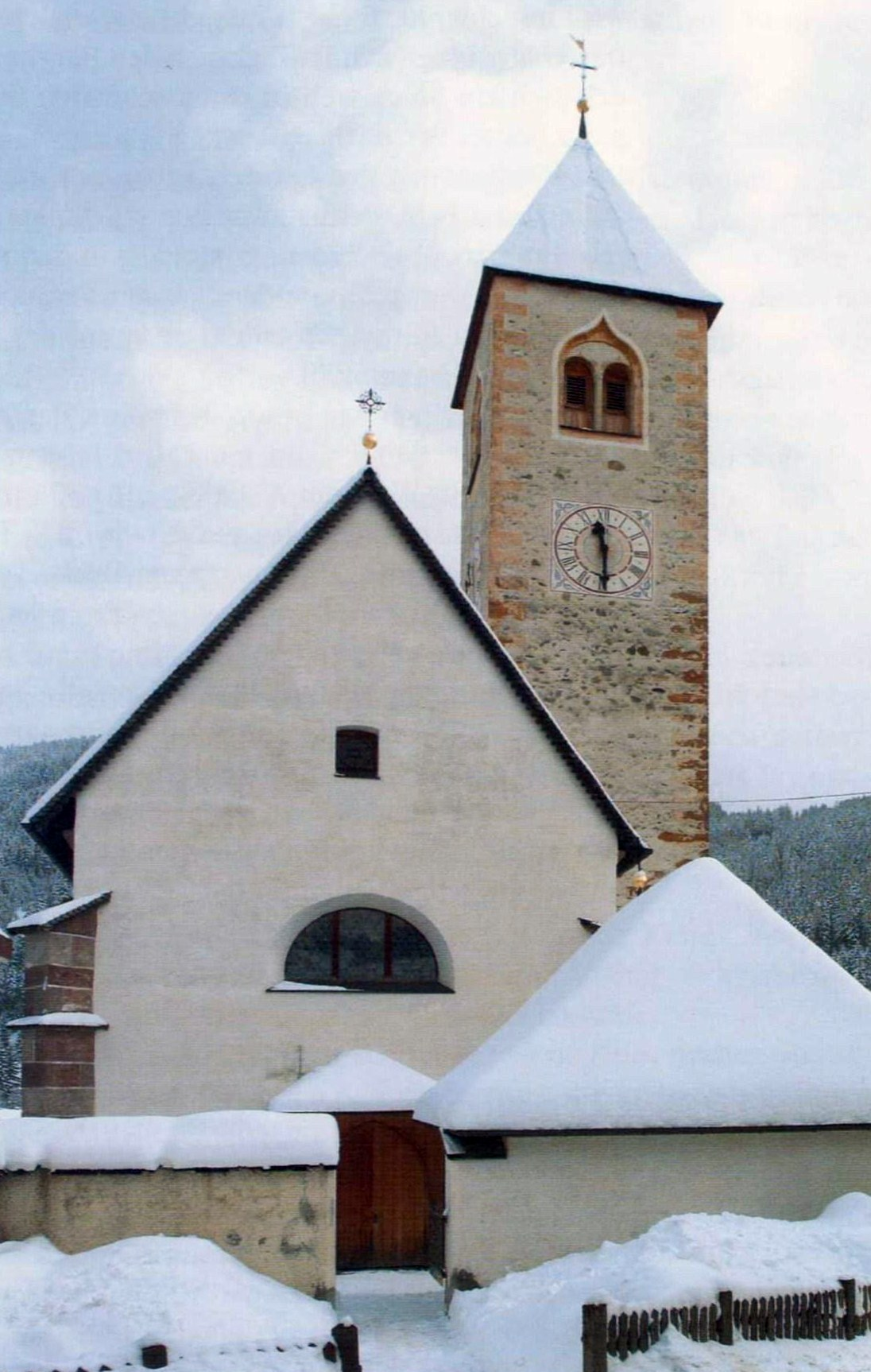
Pfarrkirche St. Nikolaus

Die Pfarrkirche St. Nikolaus ist eine Pfarrkirche in der Fraktion Wahlen in der Gemeinde Toblach.
Kirchenpatron ist Nikolaus von Myra

## Geschichte
Eine Kirche in Wahlen wurde im Jahr 1258 erstmals urkundlich erwähnt. Die Pfarrkirche St. Nikolaus stammt aus dem Jahr 1512 und wurde vom Baumeister Andre Firtaler gebaut. Das Presbyterium der Kirche wurde neu erbaut, das Kirchenschiff umgebaut, vergrößert und neu eingewölbt. Der Turm ist einheitlich romanisch. Das Christophorus-Bild am Kirchturm stammt vermutlich aus der Zeit um 1600. Die Pfarrkirche wurde um 1865 restauriert und barockisiert. Der neugotische Altaraufbau stammt von Anton Ortner, die Skulpturen sind von Dominikus Trenkwalder und die Kanzel und die Stühle sind vom Tischlermeister Josef Stauder. Im Jahr 1964 erhielt die Pfarrkirche eine neue Orgel. Seit dem 22. Februar 1988 steht sie unter Denkmalschutz.